# Савино (Менделеевское сельское поселение)
Савино — деревня в составе Карагайского района в Пермском крае. Деревня до 2021 года входила в состав Менделеевского сельского поселения.
Деревня расположена в южной части района, примыкает к северной границе посёлка Менделеево. Через село проходит автодорога А153 (на Кудымкар и Гайны), в этом месте являющаяся также частью маршрута Киров — Пермь.
Впервые упоминается в 1782 году как деревня Долгомудова. Переименована в 1813—1816 годах.
Основное предприятие Менделеевская птицефабрика.

## Население
| 2010 | 2021  |
| ---- | ----- |
| 2093 | ↗2121 |

Постоянное население составляло 1940 человек в 2002 году (81 % русские).

## Климат
Климат умеренно-континентальный с продолжительной снежной зимой и коротким, умеренно-теплым летом. Средняя температура июля составляет +17,6 0С, января −15,7 0С. Безморозный период длится 100—130 дней. Период с температурой воздуха выше 10 0С составляет 115 дней. Среднее годовое количество осадков составляет 430—450 мм. Устойчивый снежный покров ложится в среднем с 10 октября до 5 ноября, реже 22 ноября. Наибольшая за зиму высота снежного покрова в отдельные годы может существенно разниться, при средних значениях (к 20 марта) 50 см в малоснежные и 75-80 см в многоснежные зимы.